# Lijst van Europarlementariërs voor het CDA
Een overzicht van alle (voormalige) leden van het Europees Parlement voor het Christen-Democratisch Appèl (CDA).
| Europarlementariër      | Begindatum       | Einddatum         |
| ----------------------- | ---------------- | ----------------- |
| Bouke Beumer            | 17 juli 1979     | 18 juli 1994      |
| Tom Berendsen           | 2 juli 2019      |                   |
| Elise Boot              | 17 juli 1979     | 23 juli 1989      |
| Cees Bremmer            | 8 oktober 2003   | 19 juli 2004      |
| Wim van de Camp         | 14 juli 2009     | 1 juli 2019       |
| Pam Cornelissen         | 24 juli 1984     | 19 juli 1999      |
| Bert Doorn              | 20 juli 1999     | 13 juli 2009      |
| Camiel Eurlings         | 20 juli 2004     | 21 februari 2007  |
| Gaius de Gaay Fortman   | 13 maart 1978    | 14 juli 1979      |
| Frans van der Gun       | 17 juli 1979     | 31 december 1981  |
| Jim Janssen van Raaij   | 17 juli 1979     | 23 juli 1984      |
| Jim Janssen van Raaij   | 5 november 1986  | 1 december 1996   |
| Sjouke Jonker           | 17 juli 1979     | 23 juli 1984      |
| Ingeborg ter Laak       | 16 juli 2024     |                   |
| Esther de Lange         | 12 april 2007    | 15 februari 2024  |
| Jeroen Lenaers          | 1 juli 2014      |                   |
| Albert Jan Maat         | 20 juli 1999     | 9 april 2007      |
| Hanja Maij-Weggen       | 17 juli 1979     | 5 november 1989   |
| Hanja Maij-Weggen       | 19 juli 1994     | 30 september 2003 |
| Toine Manders           | 2 juni 2020      | 15 juli 2024      |
| Maria Martens           | 20 juli 1999     | 13 juli 2009      |
| Joep Mommersteeg        | 15 februari 1982 | 23 juli 1984      |
| Lambert van Nistelrooij | 20 juli 2004     | 1 juli 2019       |
| Harrij Notenboom        | 19 januari 1978  | 23 juli 1984      |
| Ria Oomen               | 25 juli 1989     | 1 juli 2014       |
| Arie Oostlander         | 25 juli 1989     | 19 juli 2004      |
| Henk Jan Ormel          | 27 februari 2024 | 15 juli 2024      |
| Karla Peijs             | 25 juli 1989     | 26 mei 2003       |
| Jean Penders            | 17 juli 1979     | 18 juli 1994      |
| Peter Pex               | 19 juli 1994     | 19 juli 1999      |
| Peter Pex               | 11 juni 2003     | 19 juli 2004      |
| Joop Post               | 1 maart 2007     | 15 oktober 2007   |
| Bartho Pronk            | 20 november 1989 | 19 juli 2004      |
| Yvonne van Rooy         | 24 juli 1984     | 27 oktober 1986   |
| Annie Schreijer-Pierik  | 1 juli 2014      | 15 juli 2024      |
| Jan Sonneveld           | 25 juli 1989     | 19 juli 1999      |
| Teun Tolman             | 19 januari 1978  | 23 juli 1989      |
| Wim Vergeer             | 19 januari 1978  | 23 juli 1989      |
| Maxime Verhagen         | 25 juli 1989     | 18 juli 1994      |
| Wim van Velzen          | 19 juli 1994     | 19 juli 2004      |
| Cornelis Visser         | 17 oktober 2007  | 13 juli 2009      |
| Corien Wortmann         | 20 juli 2004     | 1 juli 2014       |